# 郑州测绘学校
郑州测绘学校是位于中国郑州市的一所中专学校，河南省教育厅管辖。

## 簡介
中國大陸唯一的一所測繪地理信息職業學校，1978年由國家測繪總局創辦，1987年被國家教委確定為全國重點中專，並被定為副廳級單位。2000年被教育部命名為國家級重點中專，同年劃歸省教育廳管理。2012年8月，鄭州測繪學校進入國家中職教育改革發展示範校建設行列；10月，省政府和國家測繪地理信息局簽訂共建協議，鄭州測繪學校成為全國首所省部（局）共建的中職學校。
位於鄭州市大學南路1號，占地102畝，建築面積4.8萬平方米；在登封建有占地13畝、建築面積3000平方米的外業實訓基地。在鄭東新區獲得362畝的新校區建設用地，新校區規劃建築面積20萬平方米。
現有教職工205人，其中專任教師160人；54位教師具有碩士學位，49位教師具有高級專業技術職務，74位教師具有中級專業技術職務，「雙師型」教師73人。全日制中專在校生3623人，武漢大學鄭州測校函授站在站學生3500人。
現開設測量工程技術、航空攝影測量、地圖製圖與地理信息、房產測繪、國土資源調查等專業，各專業建有專門的實驗室，並配有與生產單位作業水平相當的儀器設備和軟體系統。。

現在分為：大地教學部 地形教學部 航測教學部 製圖教學部 基礎教學部 政體教學部 綜合實驗室。

武漢大學測繪學院在鄭州測繪學校設有函授站，招收專科、專升本、本科等各類函授生。